# 橙喉领蜂鸟
，是雨燕目蜂鸟科的一种鸟类。
橙喉领蜂鸟体重约4.2克，翼长约63.6毫米，嘴峰长约18.2毫米，喙宽度约2.1毫米，喙厚度约1.7毫米，跗蹠长约5.8毫米，尾长约41.6毫米。橙喉领蜂鸟在其分布区内为留鸟，其栖息在密集的高大树木组成的森林中，食性为草食性，主要食物来源是植物的花蜜。
橙喉领蜂鸟分布于哥伦比亚东北部至委内瑞拉西北部等地。该物种是单型物种，没有亚种分化。